# کریستی آلتومر
کریستی آلتومر (انگلیسی: Christy Altomare؛ زادهٔ ۲۳ ژوئن ۱۹۸۶) بازیگر، خوانندهٔ مؤلف اهل ایالات متحده آمریکا است آلتومار، بازیگر و خواننده و ترانه‌سرا، نقش وندلا را در اولین تور ملی موزیکال راک بهار بازی کرد.نمایش موزیکال راک «بیداری بهاری با بازی سو اسنل در اجرای مجدد خارج از برادوی.

## اوایل زندگی
آلتومر متولد شد شهرستان باکس (پنسیلوانیا) نمایندگی از سن پنج سالگی در عملکرد جامعه در جامعه را آغاز کرد
شهرستان باکس (پنسیلوانیا)در دبیرستان بنزری، قبل از ثبت نام، مدارس و مدارس بود دانشگاه سینسیناتی – کالج-کنسرواتوار موسیقیجایی که آن را در تعدادی نتیجه گیری منجر شد. در سال ۲۰۰۴، او برنده شد موسسه ملی پیشرفت در هنر در طبقه بندی تئاتر موسیقی, در سال ۲۰۰۸ در موسسه سینسینتی در سال ۲۰۰۸ فارغ التحصیل شد کارشناسی هنرهای زیبادر هنرهای زیبا در تئاتر موسیقی.

## زندگی حرفه
آلتومر شروع به نوشتن آهنگ در سن دوازده سالگی کرد او سه سی دی مستقل دارد هنوز بیش از شما (۲۰۰۰) ، منتظر شما (۲۰۰۷) و یک قسمت با عنوان بعد از شما (۲۰۰۸). وقتی شانزده سال داشت ، با مدیر فعلی خود ، ادی راب امضا کرد, او به عنوان بزرگترین تأثیرات خود به جوئل (خواننده) و جونی میچل نگاه می کند.در سال ۲۰۰۸  به نخستین بازیگران ملی تور بهار موسیقی برادوی در نقش اصلی وندلا پیوست و پیش نمایش های خود را در ۱۵ اوت ۲۰۰۸ آغاز کرد.سن دیگو,او به ۴۴ شهر مختلف سفر کرد و بیش از ۶۰۰ اجرا به دست آورد. او تا عملکرد نهایی خود در ۲۳ مه ۲۰۱۰ در تور ماند.